# ريتشارد سكينر
ريتشارد سكينر (بالإنجليزية: Richard Skinner)‏ هو قاضي ومحامي وسياسي أمريكي، ولد في 30 مايو 1778 في ليتشفيلد في الولايات المتحدة، وتوفي في 23 مايو 1833 في مانشستر في الولايات المتحدة. حزبياً، نشط في الحزب الجمهوري الديمقراطي. وقد انتخب حاكم فيرمونت ‏ (23 أكتوبر 1820 – 10 أكتوبر 1823) وانتخب عضو مجلس نواب فيرمونت وانتخب عضو مجلس النواب الأمريكي.